# François Antoine Peri
Pour les articles homonymes, voir Peri.

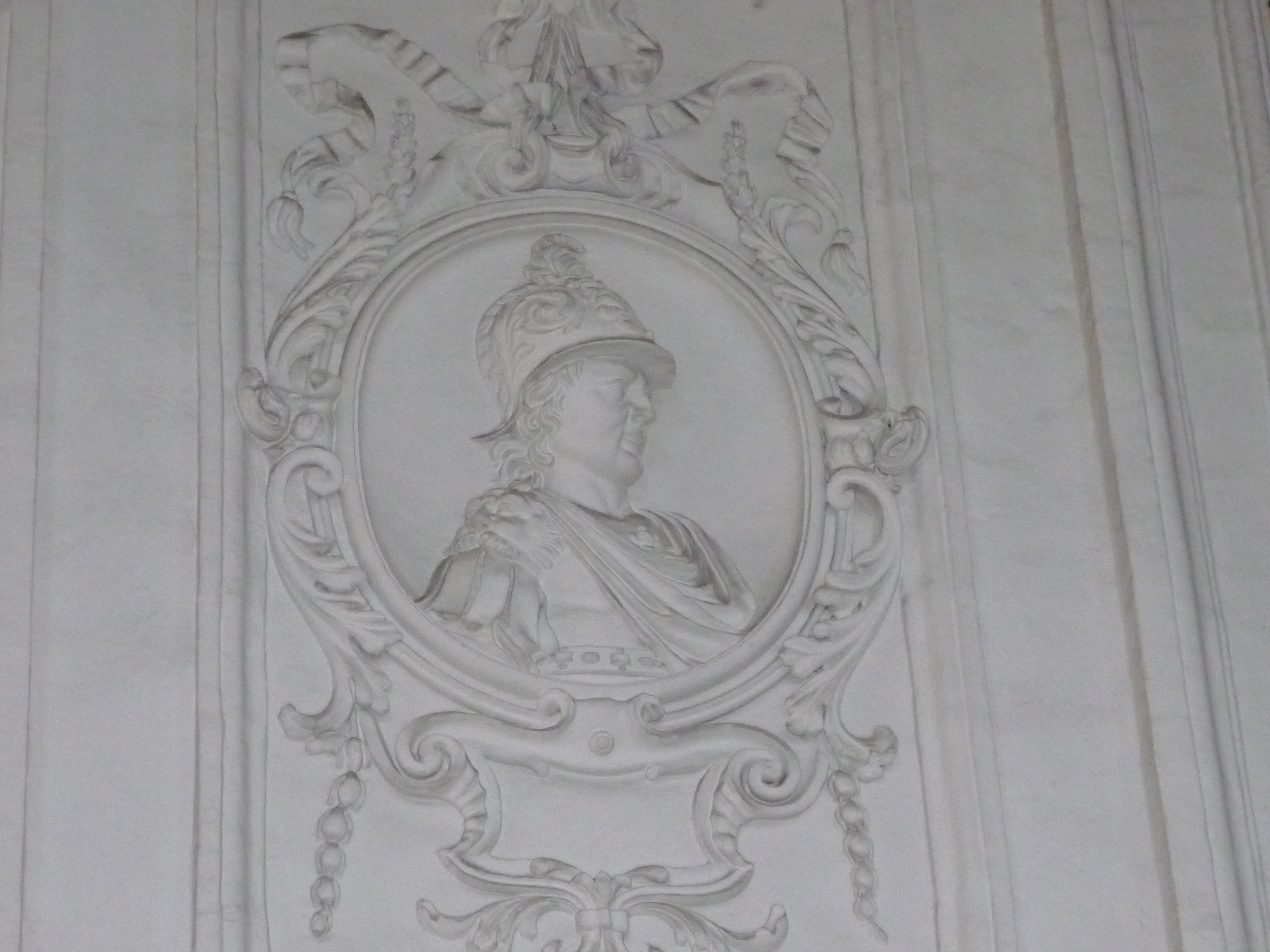
Saint Adrien, sculpture en stuc par François Antoine Peri, Bruxelles, église du Finistère, vers 1717.

François Antoine Peri, ou Pery, est un stucateur actif à Bruxelles au XVIIIe siècle.
Originaire de Lugano, Suisse, il était le fils d’Andrea Peri et de Regina Maderno, apparentée sans doute à la célèbre famille tessinoise de sculpteurs, stucateurs et architectes, active à Vienne, Rome et Prague, qui ont donné entre autres, Stefano Maderno, Carlo Maderno et Pietro Maini Maderno,  et vint s’établir à Bruxelles peut-être dans le sillage de son frère Joseph Joachim Pery qui fit carrière dans l’Administration autrichienne en tant qu’assesseur des Monts-de-Piété.
Il était probablement apparenté au  célèbre sculpteur Antonius Pery (1644-1683), tué lors de l'invasion turque de Vienne, originaire de Lugano qui fit une brillante carrière de sculpteur à Vienne et qui est sans doute son grand-père.
Comme c’est le cas pour la plupart des artistes bruxellois, souvent éminents d’ailleurs et participant aux grands mouvements et aux réseaux de l’art européen, comme les Créateurs de la Grand-Place de Bruxelles, il n’a fait jusqu’à présent l’objet d’aucune étude et l’on ignore même ses dates de naissance et de décès. Il est possible qu’il ait ensuite quitté Bruxelles pour d’autres chantiers.

## Sa famille
La biographie de son frère Joseph-Joachim Péry (sic), l’habitude au XVIIIe siècle étant encore de franciser les noms italiens en i avec un y-grec ornemental et ceux en o avec la diphtongue -eau, nous est mieux connue. Celui-ci, en effet, fit une carrière comme Conseiller de la Jointe Suprême des Monts-de-Piété dans les Pays-Bas autrichiens et décéda la 16 avril 1736.
Ce Joseph-Joachim Pery, avait fait une alliance brillante en épousant à Sainte-Gudule le 7 février 1725, Dorothée van der Borcht, issue des lignages Sweerts et Sleeuws, baptisée à Sainte-Gudule le 29 août 1700 (parrain : Charles van der Borcht ; marraine : sa grand-mère Dorothée de Witte épouse du célèbre sculpteur bruxellois Pierre van Dievoet) et décédée le 9 décembre 1735. Elle était la fille de Jacques van der Borcht, maître tireur d’or et d’argent et de Gertrude de Roos, ainsi que la nièce de Jean-Charles van der Borcht, Conseiller et Maître général des Monnaies et de Petrus van der Borcht, fameux poète néo-latin bruxellois auteur des poésies latines et des chronogrammes qui ornent la Grand-Place. Elle était également la cousine de l'historien bruxellois Jean-Charles d'Abremes.
La descendance de Joseph-Joachim Péry s’est perpétuée jusqu’à nos jours dans les Lignages de Bruxelles.
Il n’est pas impossible que cette alliance de son frère dans une famille bruxelloise notoire dans le négoce et dans les arts ait pu appuyer François-Antoine Peri dans l’exercice de son art.
L’historien Roger De Peuter, mentionne encore un Joseph Peri, décédé en 1736, qu’il considère comme un des plus importants négociants en tabac de Bruxelles et que les actes mentionnent également comme « marchand et banquier » (« Coopman ende Bancquier binnen dese stadt Brussele » (A.G.R., N.G.B., 3262, notaire J. F. Hody, 1736, inventaire après décès.)
Sans doute était-il également un frère des précédents ?
Comme on le voit, tant la biographie que la généalogie de cet artiste, reste à écrire, avant qu’on ne puisse le réinsérer dans son cadre de vie.

## Son œuvre

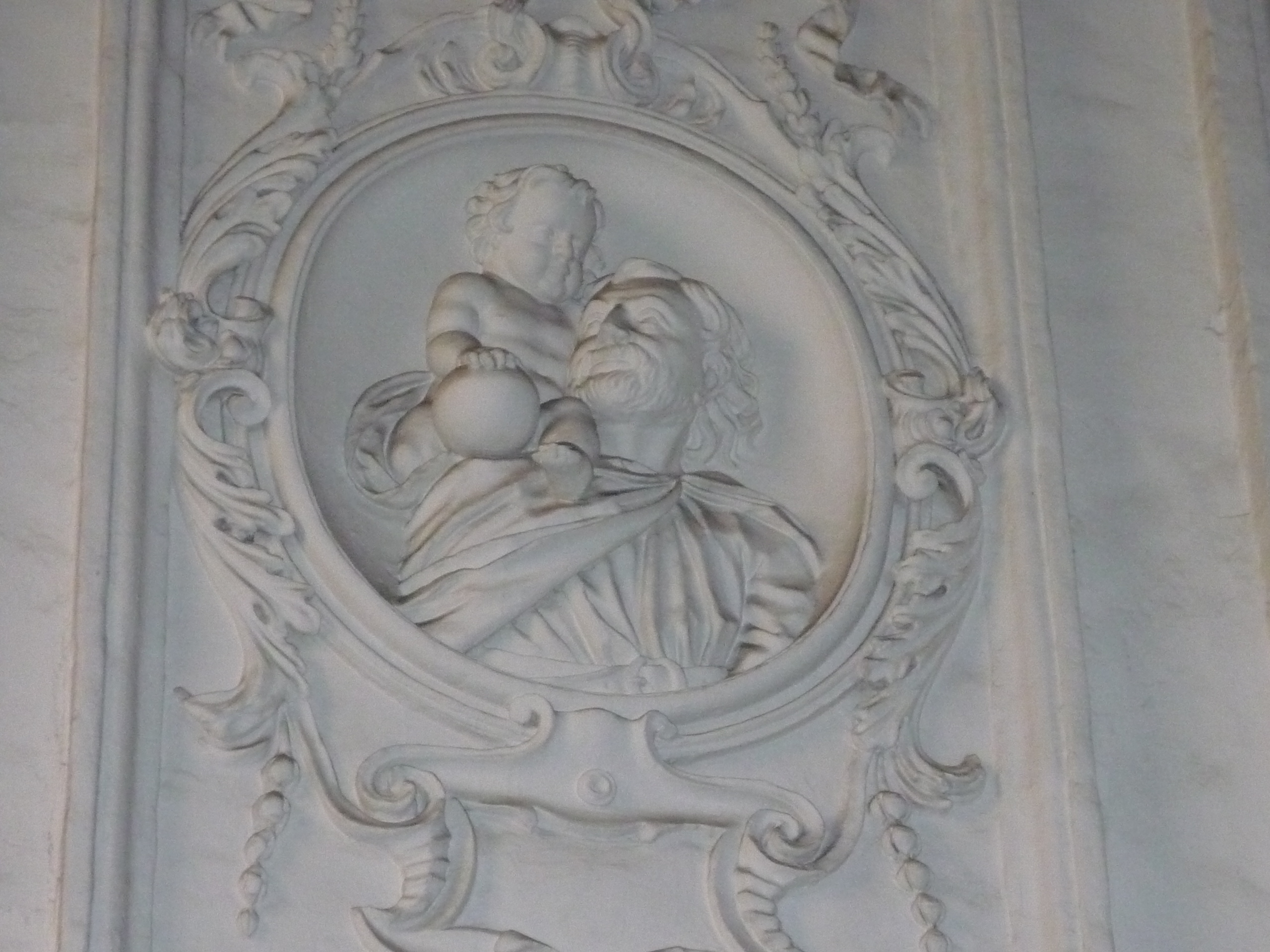
Saint Christophe, Bruxelles, église du Finistère, par François Antoine Peri, vers 1717.

Avant d’arriver à Bruxelles, François Antoine Peri s’était déjà fait connaître comme un stucateur à la mode mentionné par Thieme et Becker qui signalent de lui :
- en 1693 : décoration de l’église conventuelle de Pfäfers en Suisse (Canton de Saint-Gall).
- vers 1700 : décoration de l’église de Grosskorbetha dans le royaume de Saxe-Anhalt.

À Bruxelles, l’on ne connaît actuellement que son œuvre dans l’église Notre-Dame du Finistère, qu’il commença en 1716, et dont la finition dura plusieurs années. L’on y remarquera surtout :
- en 1717, les dix élégants médaillons représentants divers saints intercesseurs. (Datés par Anne Buyle de 1717 à 1718) ;
- en 1726, les ornements en stuc du maître-autel, où l’on remarquera les sculptures en plâtre représentant la Vierge entourée d’un chœur d’anges. (Buyle, p. 91)

François Antoine Peri occupe une place importante dans le Baroque international et mériterait d’être mieux connu.